# Jönköpings läns vapen

Jönköpings läns vapen är länsvapnet för Jönköpings län.
Vapnet, där huvuddelen är Jönköpings vapen och de tre kronorna representerar statsmakten i form av länsstyrelsen fastställdes 1942. Tidigare hade man använt en variant där de tre kronorna var placerade som i Sveriges riksvapen. Det finns ju tre län i Småland, och lejonet ur Smålands landskapsvapen hade redan kommit till användning i de två andra länens vapen varför ett förslag att komponera in det även här inte kom att genomföras.

## Blasonering
I rött fält en från en av en vågskura bildad blå stam uppskjutande krenelerad borg av silver med tre krenelerade torn, det mittersta högst, svarta fönster, dörrar och port samt upphissat portgaller av silver och däröver en med tre bjälkvis ordnade kronor av guld belagd blå ginstam.